# Zacharias Boman
Zacharias Boman, döpt 13 december 1727 i Eksjö, död 11 april 1790 i Örberga socken, var en svensk präst.

## Biografi
Zacharias Boman föddes 1727 i Eksjö. Han var son till rådmannen Magnus Boman och Catharina Ekström. Boman blev 1749 student vid Lunds universitet och prästvigdes 26 september 1755. Han blev 24 april 1769 komminister i Stora Åby församling och tillträdde samma år. Boman avlade pastoralexamen 27 juni 1777 och blev 25 augusti 1783 kyrkoherde i Örberga socken, där han tillträdde direkt. Han avled 1790 i Örberga socken och begravdes på kyrkogården.

### Familj
Boman gifte sig 22 augusti 1769 med Margareta Wistrand (1738–1816). Hon var dotter till kyrkoherden Per Wistrand och Elisabeth Wigius i Rogslösa socken. De fick tillsammans barnen Christina Elisabeth (1772–1822), Johanna Maria (1774–1774), Hedvig Margareta (1775–1846), Brita Lena (1775–1775), Andreas (1777–1777) och Magnus (1777–1794). Efter Bomans död gifte Margareta Wistrand om sig med kyrkoherden S. Samuelsson i Linderås socken.